# پائولین و پائولت
پائولین و پائولت (انگلیسی: Pauline and Paulette) یک فیلم در ژانر درام کمدی است که در سال ۲۰۰۱ منتشر شد. از بازیگران آن می‌توان به بولی لنر اشاره کرد.

## داستان
پائولین پیرزنی مبتلا به آلزایمر است و همراه خواهر خود مارتا زندگی می‌کند. مرگ مارتا سبب می‌شود که دو خواهر دیگر پائولین یعنی پائولت و سیسیل برای نگهداری او دچار اختلاف شوند. خود پائولین دوست دارد که نزد پائولت بماند اما حضور او باعث ناراحتی و دردسر برای پائولت است. از سوی دیگر سیسیل هم که به تازگی ازدواج کرده در نگهداری پائولین با مشکلات جدی روبرو است. در نهایت پائولین توسط پائولت به آسایشگاه سپرده می‌شود اما …